# سیارک ۱۳۲۸۶
سیارک ۱۳۲۸۶ (به انگلیسی: 13286 Adamchauvin، نامگذاری:1998QK53) سیزده هزار و دویست و هشتاد و ششمین سیارک کشف شده‌است که در ۲۰ اوت ۱۹۹۸ کشف شد.
قدر مطلق سیارک برابر ۲۵.۷ است.